# Nackademin

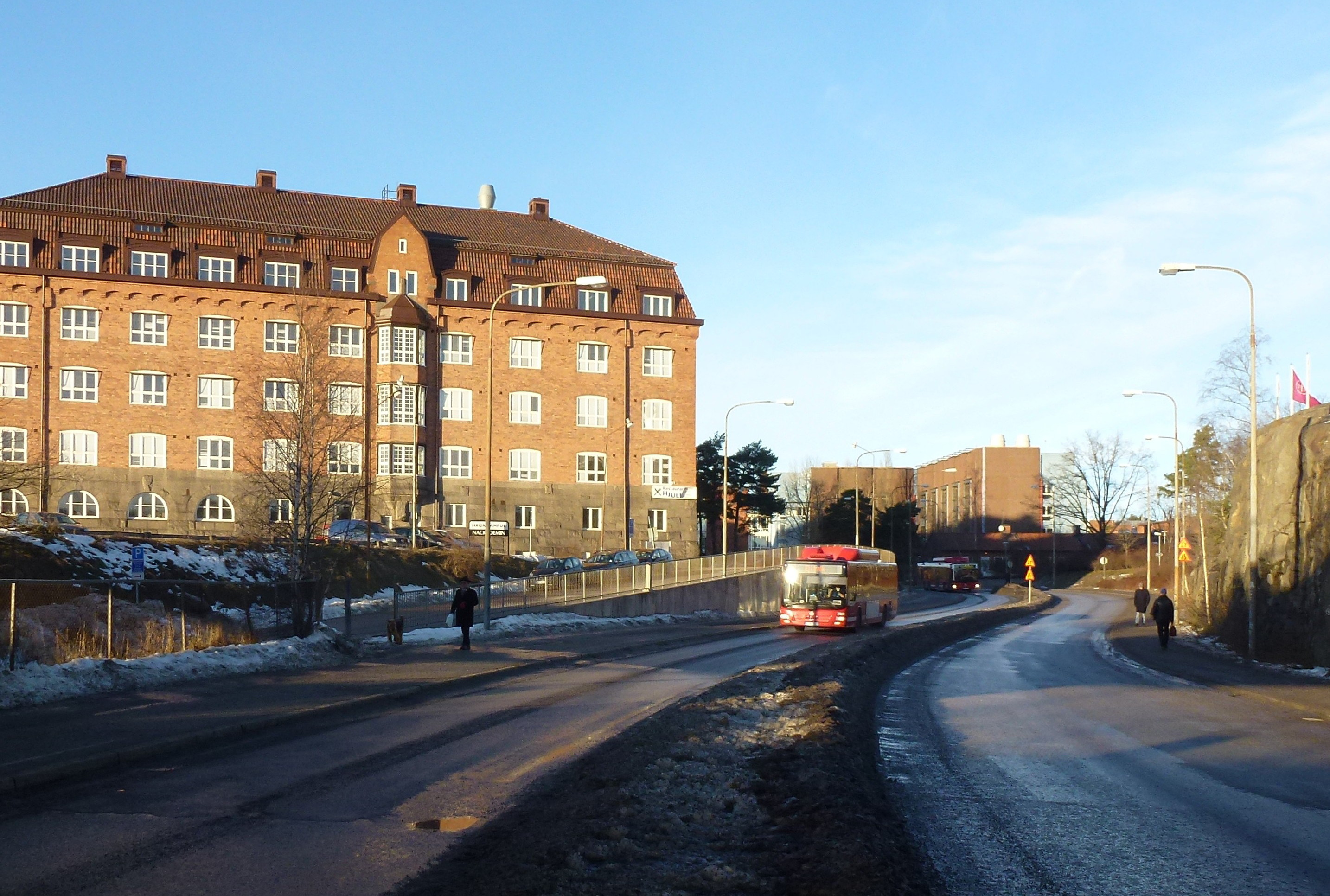
Nackademin, Tomtebodavägen 3.

Nackademin AB är ett utbildningsföretag som driver både yrkeshögskoleutbildningar och specialutformade företags- och privatistutbildningar. Skolan är belägen vid Tomtebodavägen 3 i Solna kommun.
Nackademin grundades 1994 under namnet Nacka Teknikutbildning och bedrev då enbart högre kvalificerade yrkesutbildningar och PU-utbildningar (KY-utbildningar, numera YH-utbildningar). Visionen var då, liksom Nackademins ambition än är idag - att förena näringslivsutveckling, kunskap och kompetensförsörjning. Skolan kom till som en reaktion av att den 4-åriga gymnasieingenjörsutbildningen togs bort 1992, varpå en viktig kompetensförsörjningskanal till näringslivet försvann. Nackademin var bland de första eftergymnasiala skolorna som bjöd in näringslivet för att bestämma utbildningsinnehåll i utbildningarna. Skolan var också en pionjär att ta in praktik i sina utbildningar, där varje utbildning minst skulle innehålla 30 % praktik på företag.
Idag erbjuder Nackademin ett 30-tal yrkeshögskoleutbildningar inom Bygg och anläggning, Design, IT, kommunikation, hälsa och teknik och fastighet.
Skolan har sina lokaler i den byggnadsminnesmärkta före detta Statens Järnvägars förvaltningsbyggnad Kontrollkontoret. 